# エルボー・ドロップ

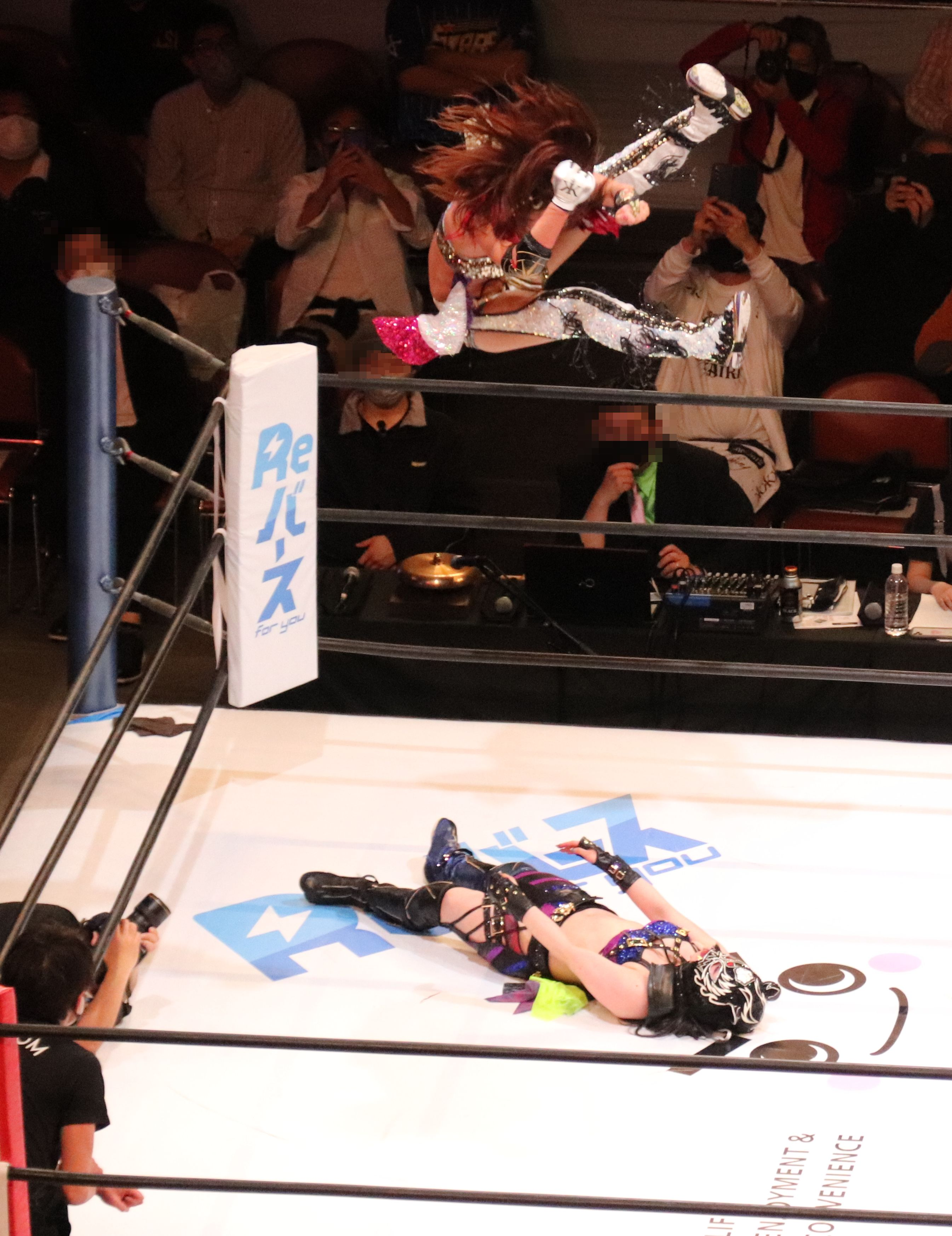
KAIRIによるダイビング・エルボー・ドロップ。

エルボー・ドロップ（Elbow Drop）は、プロレス技の一種である。

## 概要
仰向けに倒れた相手に向かって、自身の片肘を振り下ろしながら倒れ込み、片肘に全体重をかけて相手の胸板に打ちつける。原則として、プロレスでは肘の先端部での攻撃は反則になる。
序盤から終盤まで様々な状況で用いられており、派生技の中にはフィニッシュ・ホールドとして使用されるものもある。
応用技として、突き出した片肘を相手の胸板にジャンプして叩きつけるジャンピング式がある。

## 主な使用者
- ジョニー・バレンタイン
- ラリー・ヘニング
- ジョニー・パワーズ
- ビッグ・ジョン・クイン
- アブドーラ・ザ・ブッチャー[1]
- ドリー・ファンク・ジュニア
- ディック・マードック
- ダスティ・ローデス
- バグジー・マグロー
- グレッグ・バレンタイン
- カウボーイ・ボブ・オートン
- ディック・スレーター
- スタン・ハンセン
- クワイエット・ストーム
- ハートリー・ジャクソン
- 橋本真也
- 原田大輔
- 鷹木信悟
- SHO

## 派生技

### エルボー・ドロップ・ホールド
仰向けに倒れた相手にエルボー・ドロップを放ち、その体勢のままフォールを奪う。主に重量級巨漢レスラーが使用。ビッグ・エルボーとも呼ばれる。
主な使用者はアブドーラ・ザ・ブッチャー（日本では毒針エルボーと呼称されている）、アンドレ・ザ・ジャイアント（晩年に使用していた）、ブラックジャック・マリガン、ダスティ・ローデス（バイオニック・エルボーの名称で使用）、レイ・キャンディ、ビッグ・ジョン・スタッド、クラッシャー・ブラックウェル、レロイ・ブラウン、キングコング・バンディ、アブドーラ小林（バカチンガー・エルボーの名称で使用）、曙、浜亮太。

### ランニング・エルボー・ドロップ
助走してスライディングをするように体を滑らせながら、仰向けに倒れた相手にエルボー・ドロップを放つ。
主な使用者はギャングレル、アニマル浜口、小原道由。

### ダイビング・エルボー・ドロップ
コーナー最上段もしくはセカンドロープからジャンプして、仰向けに倒れた相手にエルボー・ドロップを放つ。
主な使用者はテリー・ファンク、マーク・ロコ、ランディ・サベージ、アドリアン・アドニス、デビッド・シュルツ、ザ・バーバリアン、ショーン・マイケルズ、ビル・デモット、ギャリソン・ケイド、ジェイ・リーサル（ヘイル・トゥ・ザ・キングの名称で使用）、ザック・ライダー（エルブロ・ドロップの名称で使用）、カート・ホーキンス（ヒート・シーキング・エルボーの名称で使用）、ハートリー・ジャクソン、天龍源一郎、川田利明、小島聡（いっちゃうぞエルボーの名称で使用）、大森隆男、ザ・グレート・サスケ、愚乱・浪花、アブドーラ小林（ダイビング・バカチンガー・エルボーの名称で使用）、オカダ・カズチカ、鷹木信悟、神田裕之（旧名称は下剋上エルボー）、日向寺塁、FUMA（Heavy Metal Anthemの名称で使用）、アジャ・コング、原田大輔、カイリ・セイン。
通常は空中で自身の体を横向きに反転させて仕掛けるが、ファンク、ロコ、天龍、川田、鷹木、アジャはリングに背を向けた状態からジャンプして肘を落とす背面式を使用。サスケは正面に向かって頭が前向きになるように飛び、自身はうつ伏せで着地する（ラムジャムの名称で使用）。浪花はセカンドロープの上を蟹の如く横歩きしてから放つ（カニカニ・エルボーの名称で使用）。カイリは滞空時に体をV字状に曲げて脚側を上に向け急角度で落下する（インセイン・エルボーの名称で使用）。

### ドライビング・エルボー・ドロップ（フラッシング・エルボー）
武藤敬司のオリジナル技。若手時代やアメリカ初期遠征時代は今のような形ではなく、ロープに走ってそのままスライディングするように低空で肘を落とすように放っていたが徐々に今の形となった。
希に走らずその場飛びで放つ時もあり、そちらをドライビング・エルボーと呼び、従来型をフラッシングエルボーとアナウンスされていた時代がある。
現在武藤はその形を使用せず、棚橋が青天井エルボーとして使用している。
他の主な使用者は棚橋弘至（青天井エルボーの名称で使用）、ギャングレル（コーク・スクリュー・エルボーの名称で使用）。

### ピープルズ・エルボー
ザ・ロックのオリジナル技。仰向けに倒れた相手を見下ろして観客にアピールした後、左右のロープを相手の体を飛び越えながら往復してエルボー・ドロップを放つ。
大きなムーブからくるパフォーマンスが重要な技で観客も一体になって盛り上がる。そのパフォーマンス性の高さからロックは「業界一シビれる技（The most electrifying move in sports entertainment）」と自称していた。
他の主な使用者はミステル・カカオ（マッチョ・エルボーの名称で使用）、SYU（ポルノ・エルボーの名称で使用）、中澤マイケル。

### スーパー・スター・エルボー
石森太二のオリジナル技。ロープに向かって走り、倒立して後方に倒れロープにもたれて、その反動を利用し着地すると同時に後方転回して、その遠心力を利用して相手へ放つハンド・スプリング・エルボー・ドロップ。

### ファイナル・カット
立っている相手の背後から、首を腋に抱えた状態で相手を背中から落としつつ、自身の体を反転させて相手の胸板に直角に曲げた肘を押しつけてエルボー・ドロップを放つ。
主な使用者はグレゴリー・ヘルムズ、ビッグ・ショー。
開発者はヘルムズで、ナイトメア・オン・ヘルム・ストリートの名称で使用していた。その後、ショーがファイナル・カットの名称で使用。WCW時代にヘルムズの抗争相手だったカズ・ハヤシが日本に帰国後、ネックブリーカー・ドロップのように腕を叩きつける形を使用して以降、日本ではネックブリーカー・ドロップ型が普及している。